# Comté de Beaudesert
Le comté de Beaudesert était une zone d'administration locale au sud-est du Queensland en Australie. En mars 2008 elle a été intégrée dans la région de la Scenic Rim.
Outre Beaudesert, le comté comprenait les villes de Canungra, Rathdowney, Tambourine Mountain, Kooralbyn, Jimboomba et Logan Village.